# Іванчуківка
Іванчукі́вка —  село в Україні, у Куньєвській сільській громаді Ізюмського району Харківської області. Населення становить 837 осіб.

## Географія
Село Іванчуківка знаходиться на відстані 6 км від річки Сіверський Донець (лівий берег) і розміщене в балці, примикає до села Веселе (Балаклійський район), на відстані 1 км розташоване село Поляна.  Відстань від районного центру 30 км. В селі є залізнична станція Закомельська. На відстані 1 км проходить автомобільна дорога E40 (М03).
Землі, які знаходяться навкруги села, становлять собою рівнину, що поступово нахилена в південно-західному напрямі.

## Історія
Назва села походить від прізвища перших поселенців Іванчуків, які переселилися із Савинців. Село засноване за одними даними в другій половині XVIII, а за іншими навіть існує точна дата заснування – 1720 рік. Багаті селяни купували землі для посіву. Родюча земля, вода  близько, ліс, луки – все це було вигідним для розведення тваринництва.
У 1902 році побудували земську школу, а до того діти ніде не вчилися. В 1907-1908 роках царський уряд будував залізницю, що проходила з Харкова до Юзівки. У 1910 була побудована станція Закомельська.
Довгий час село входило до Савинського, Балаклійського районів, а з 1953 року, при новому розподілі території, сільська рада увійшла до Ізюмського району.
У 1976 році дворів на селі було 317, населення 838 чоловік. В нинішні часи 441 двір. До 1994 року знаходилось відділення колгоспу ім. Кірова (центральна садиба знаходилась у селі Левківка), а в 1994 році колгосп було перейменовано в асоціацію «Світанок». Нині це – ТОВ «Золота Нива-1». У селі є середня школа, медичний пункт, магазин, відділення зв’язку, клуб, бібліотека з книжковим фондом 12000 примірників.

## Населення
Згідно з переписом УРСР 1989 року чисельність наявного населення села становила 703 особи, з яких 313 чоловіків та 390 жінок.
За переписом населення України 2001 року в селі мешкала 671 особа.

### Мова
Розподіл населення за рідною мовою за даними перепису 2001 року:
| Мова            | Кількість | Відсоток |
| --------------- | --------- | -------- |
| українська      | 654       | 97.03%   |
| російська       | 18        | 2.67%    |
| інші/не вказали | 2         | 0.30%    |
| Усього          | 674       | 100%     |

### Уродженці
- Хомяков Віктор Олександрович (1992—2022) — солдат Збройних сил України, учасник російсько-української війни, що загинув у ході російського вторгнення в Україну в 2022 році.

## Економіка
- Свино-товарна ферма.
- ДП агрохімічних робіт «РАЙАГРОХІМ».
- «Іванчуківське хлібоприймальне підприємство», ЗАТ.

## Об'єкти соціальної сфери
- Сільський будинок культури
- Школа.

## Пам'ятки
- Церква Іоанна Предтечі, побудована в 1776 році.